# Erich Lehmann (löpare)
Erich Lehmann, född 12 september 1890 i Treppendorf, Tyskland, död 9 juli 1917, var en tysk löpare som tävlade i de olympiska sommarspelen i Stockholm 1912.
Erich Lehmann vann de tyska mästerskapen i löpning 800 meter år 1912, tävlande för Charlottenburg, Berlin. Vid de olympiska spelen i Stockholm 1912 tävlade Erich Lehmann i löpning 400 meter, löpning 800 meter samt i Tysklands stafettlag för löpning 4 × 400 meter tillsammans med Hanns Braun, Max Herrmann och Heinrich Burkowitz. I samtliga fall blev han dock eliminerad i det första heatet, och han nådde aldrig semifinal eller final. År 1913 satte han i Berlin världsrekord i 1000 meter inomhus, med tiden 2:32.8. På 400 meter var hans personbästa 50.6, satt 1911, och på 800 meter var hans personbästa 2:00.0, satt 1913.
Lehmann stupade som soldat under första världskriget den 9 juli 1917, och han är begraven på krigskyrkogården i Berlin-Neukölln.